# Murbergskyrkan
Murbergskyrkan är en kyrka i Härnösands stift. Den byggdes av gråsten och uppfördes mellan 1925 och 1929. Den byggdes med utgångspunkt att efterlikna medeltidskyrkorna Hackås kyrka, Enångers kyrka och Alnö kyrka. Absiden är inspirerad av den från 1100-talet i Hackås kyrka.

## Kyrkobyggnaden
Målningarna i kyrkan är gjorda av konstnären Gunnar Torhamn och antikvarien O. Svensson. Målningarna är inspirerade från 1400-talets kyrkomålningar.

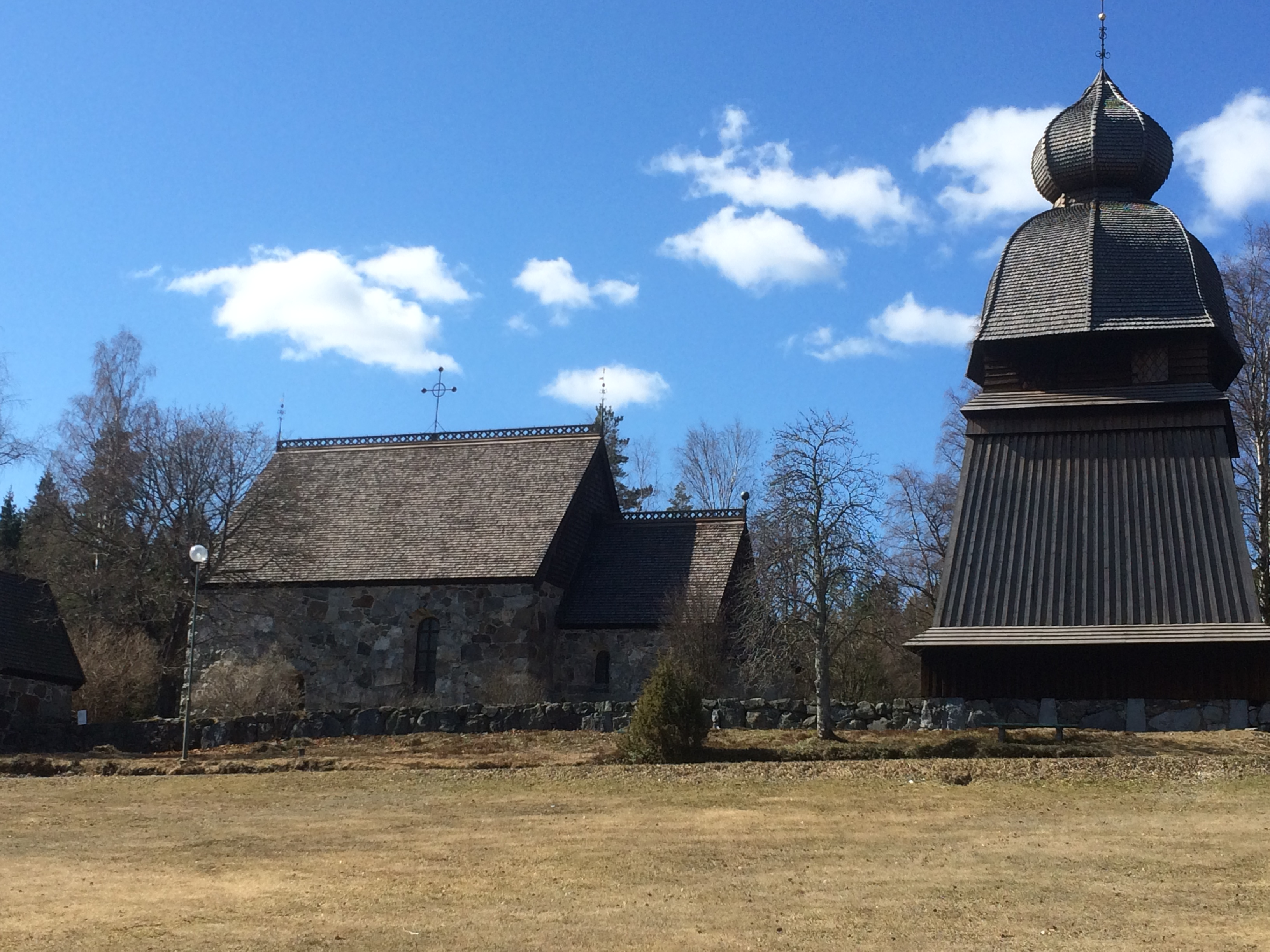
Kyrka med klockstapel

## Inventarier
- Altarskåp i barockstil från Multrå.
- Vändbänk tillverkad av Per Persson[vem?], Käxed.
- Dopfunt i trä från 1700-talet.

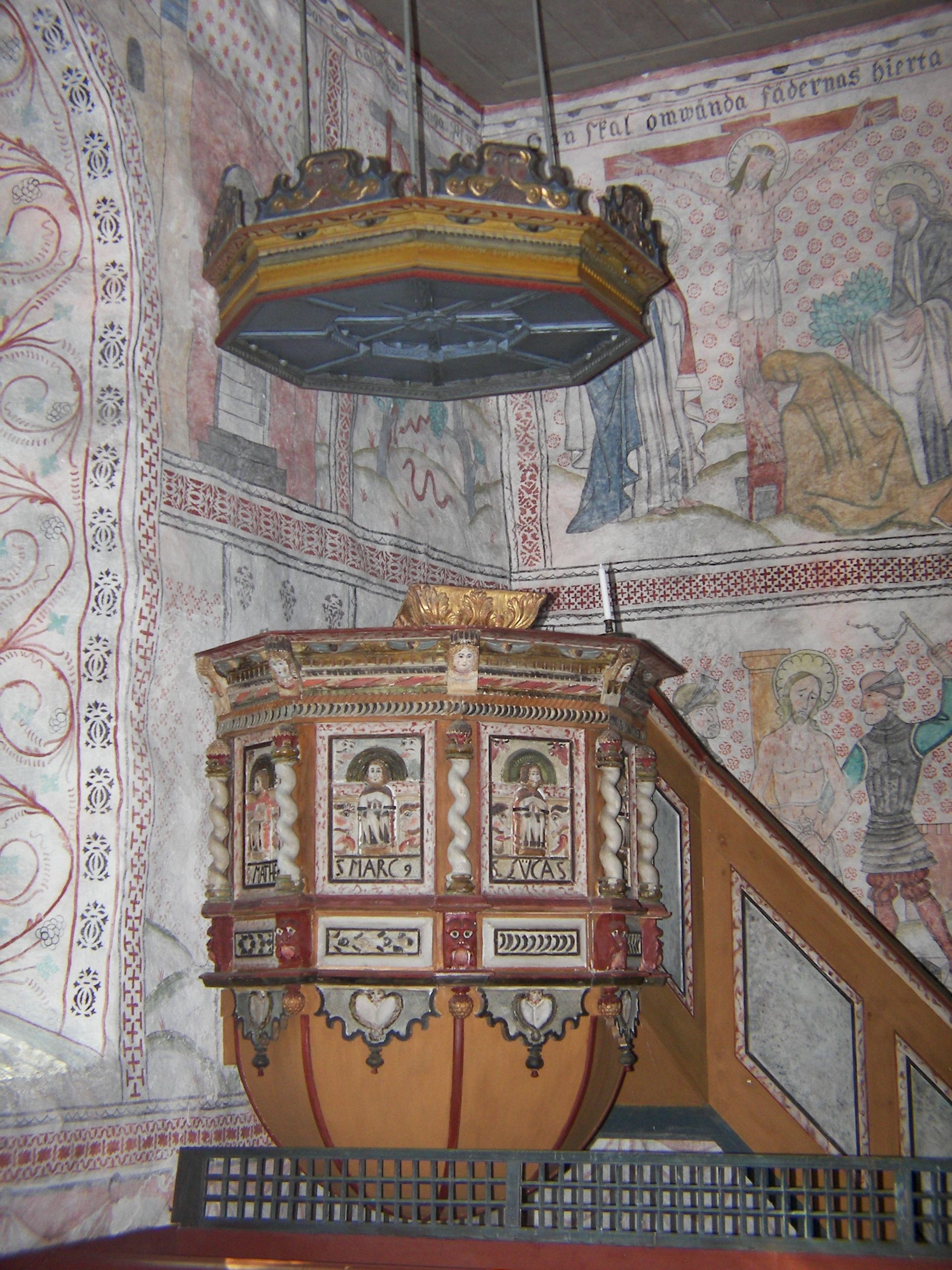
Predikstol
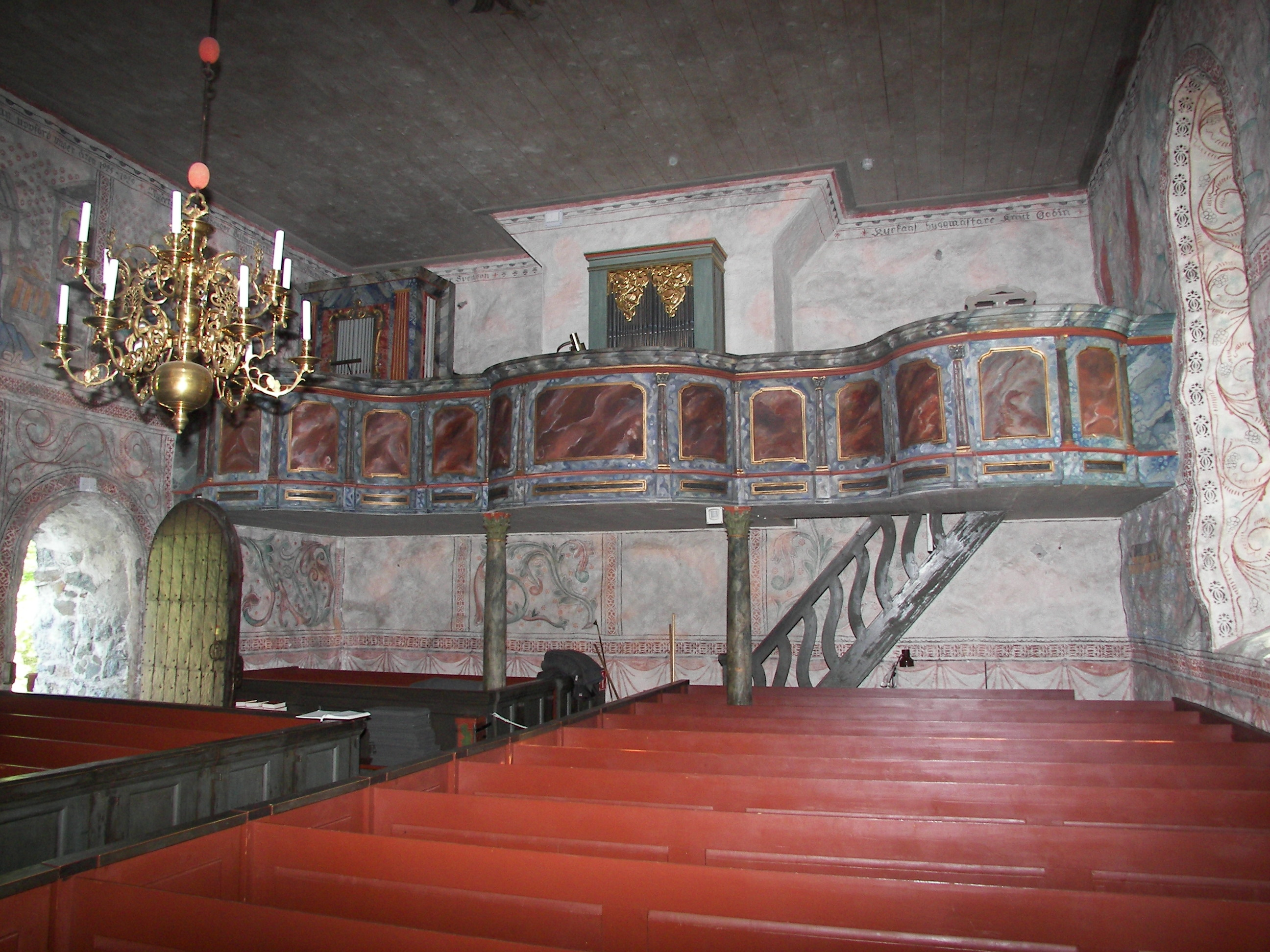
Läktare
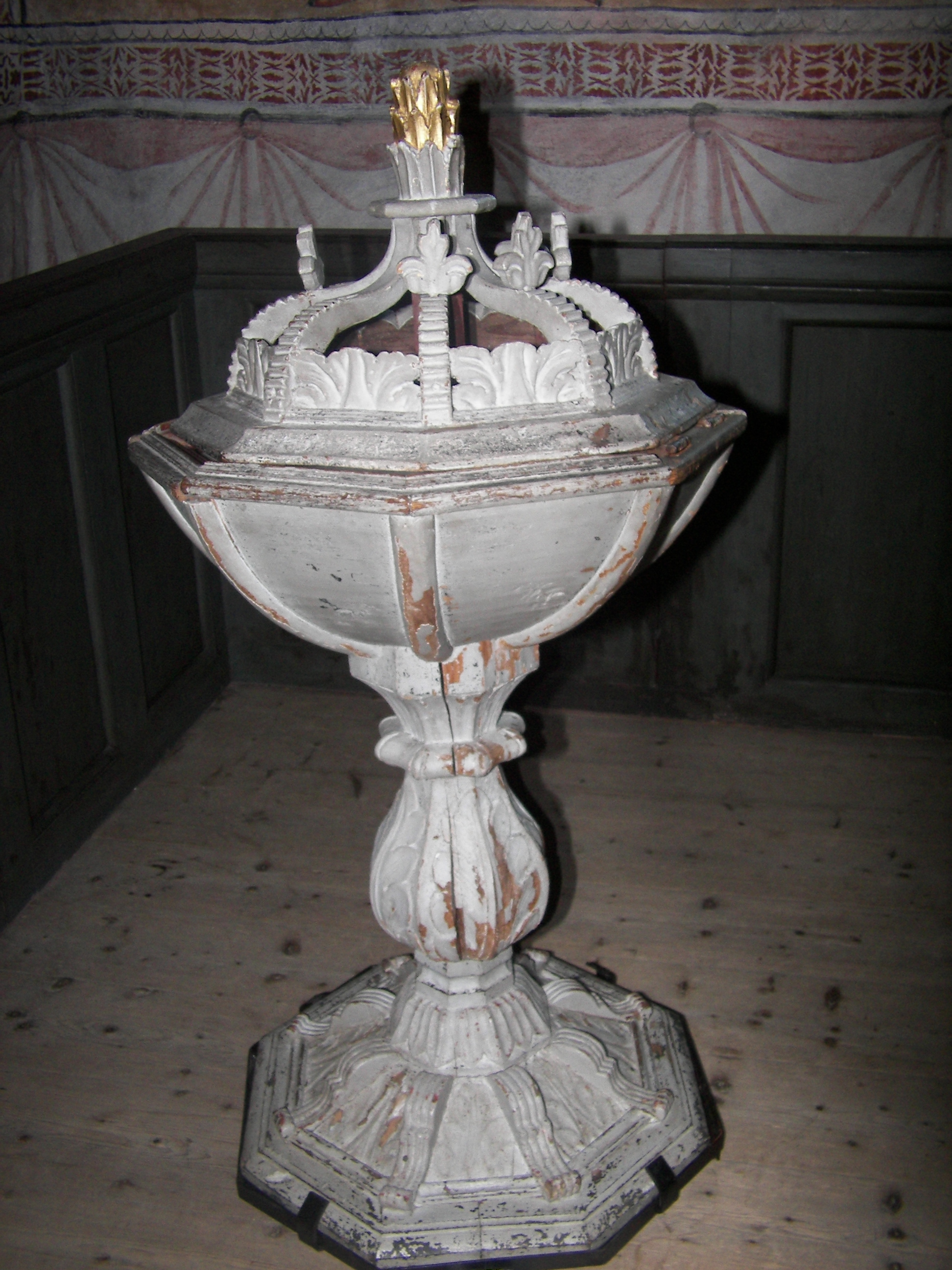
Dopfunt
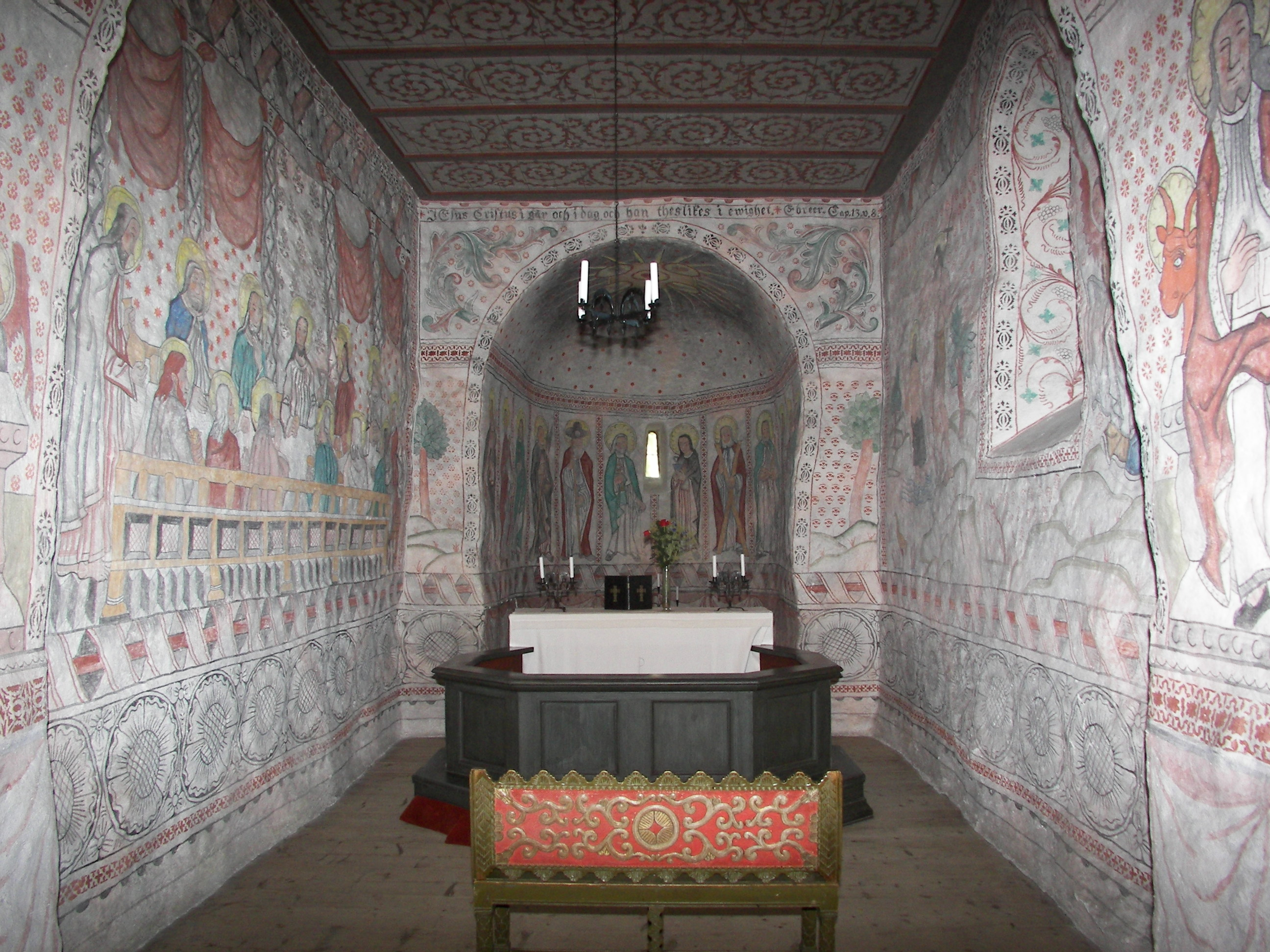
Kor
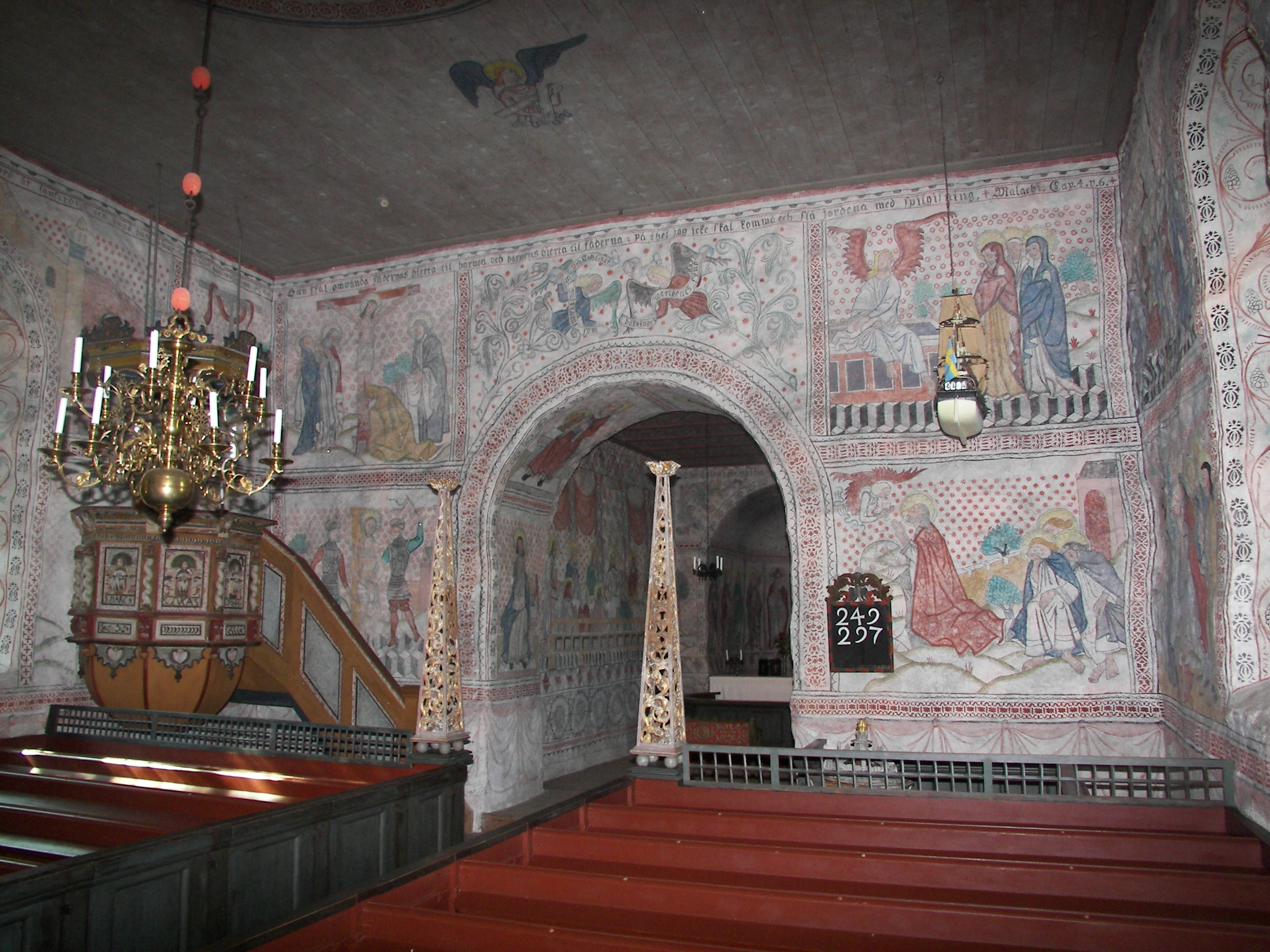
Interiör

### Orgel
En orgel byggdes av en okänd orgelbyggare. Den är mekanisk med slejflåda och har ett tonomfång på 54/30. Orgeln renoverades 1969 av Gustaf Hagström Orgelverkstad AB, Härnösand.
| Manual       | Pedal   |  |
| Gedackt 8'   | Bihängd |  |
| Rörflöjt 4'  |         |  |
| Principal 2' |         |  |
| Scharf II    |         |  |

#### Kororgel
1969 flyttades en mekanisk orgeln till kyrkans kor. Den är enligt uppgifter byggd på 1600-talet. 1829 köpte Ljustorps kyrka orgeln från Fors kyrka. Efter detta kom den att hamn hos en privatperson. 1909 flyttades orgeln till Murbergets museum. För att sedan hamna i kyrkan.
| Manual               |
| Gedackt 8' (från c0) |
| Gedackt 4'           |
| Oktava 2'            |